# Institut des Transports et des Télécommunications (Riga)
L’Institut des Transports et des Télécommunications (en letton : Transporta un sakaru institūts, sigle TSI) anciennement Institut des ingénieurs de l'aviation civile de Riga est un établissement privé d'enseignement supérieur basé dans le quartier de Maskavas forštate à Riga en Lettonie.

## Présentation
L'institut est le plus grand établissement enseignement supérieur technique non étatique accrédité de type universitaire et établissement scientifique à Riga. 
L'institut a été créé en 1999, bien qu'il a intégré une école technique et aéronautique fondée en 1919.
Ses principaux domaines d'activités sont l'électronique et les télécommunications, les technologies de l'information et l'informatique, l'économie, la gestion et l'administration des affaires, les transports et la logistique.

## Filières
Dix-huit programmes sont offerts dans trois facultés:
La Faculté d'Informatique et de Télécommunications prépare des spécialistes dans les spécialités suivantes :
- Informatique (B.Sc., M.Sc.)
- Électronique (B.Sc., M.Sc., Prof.)
- Télécommunications (B.Sc.)
- Systèmes d'information (М.Sc.)
- Robotique (Prof.)

La Faculté des Transports et de la Logistique prépare des spécialistes dans les spécialités suivantes :
- Exploitation commerciale des transports (B.Sc.)
- Transport et logistique d'entreprise (Prof.)
- Transport et logistique (M.Sc.)
- Exploitation technique du transport aérien (Prof.)
- Transport aérien (Prof.)

La Faculté des Sciences de Gestion et d'Économie prépare des spécialistes dans les spécialités suivantes :
- Économie (B.Sc., M.Sc.),
- Gestion, administration, gestion immobilière ((B.Sc., M.Sc.).

## Structure
- Faculté d'informatique et d'électronique
  - Mathématiques
  - Réseaux informatiques
  - Électronique
  - Télécommunications

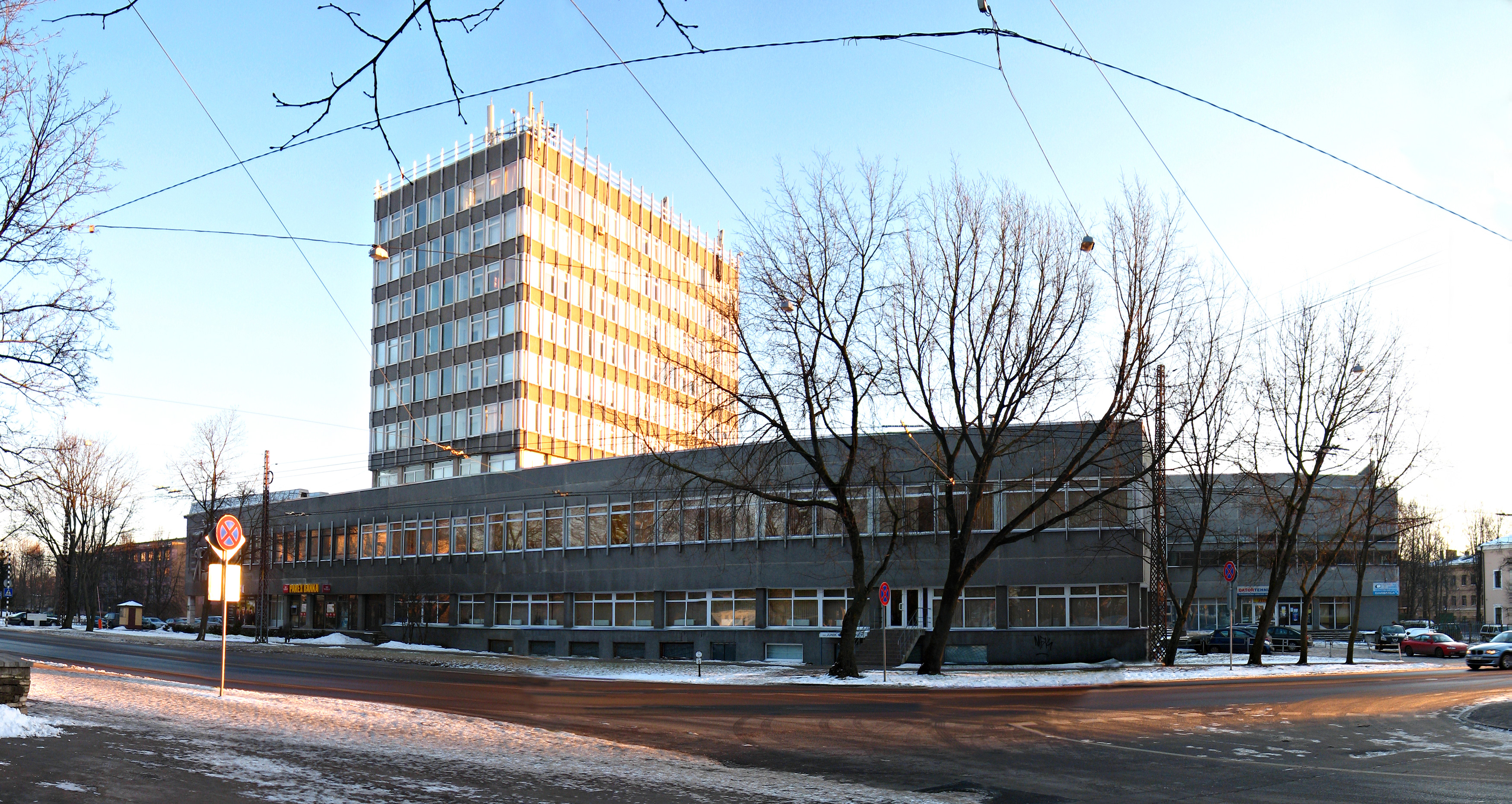

- Faculté des Sciences de Gestion, d'Économie et des Transports
  - Gestion
  - Économie
  - Technologie des transports et logistique[3]
  - Sciences sociales et droit
- Département de Formation continue
- Département des Sciences Fondamentales
  - Mathématiques
  - Physique
  - Langues
- Institut de Logistique
- Institut du leadership
- Branche de Latgale